# Sergej Andrejev (1956)
Sergej Andrejev (Russisch: Сергей Васильевич Андреев) (Vorosjilovgrad, 16 mei 1956) is een voormalig Russisch voetballer en trainer die als speler uitkwam voor de Sovjet-Unie.

## Biografie
Sergej werd geboren in Vorosjilovgad, het huidige Loehansk in Oekraïne, maar is wel van Russische afkomst. In 1973 begon hij zijn carrière bij Zarja Vorosjilovgrad, dat een jaar eerder landskampioen geworden was. In 1978 ging hij naar SKA Rostov en bleef daar zeven jaar en won er in 1981 de beker mee. Hij scoorde in de finale het winnende doelpunt tegen Spartak Moskou. In 1980 werd hij met twintig goals topschutter van de competitie en in 1984 nog eens met 19 goals. In 1986 ging hij naar stadsrivaal Rotselmasj en in 1988 naar het Zweedse Östers. Na nog twee jaar bij Mjällby keerde hij terug naar Rotselmasj om er zijn carrière te beëindigen.
Hij speelde ook 26 keer voor het nationale elftal en won in 1980 met de olympische selectie de bronzen medaille op de Spelen in Moskou en scoorde een hattrick tegen Cuba. Hij was ook topschutter van het toernooi. In 1982 nam hij met zijn land deel aan het WK in Spanje.
Na zijn spelerscarrière werd hij trainer.
1 Dasajev ·
2 Soelakvelidze ·
3 Tsjivadze  ·
4 Chidijatoellin ·
5 Baltatsja ·
6 Demjanenko ·
7 Sjengelia ·
8 Bezsonov ·
9 Gavrilov ·
10 Hovhannesjan ·
11 Blochin ·
12 Bal ·
13 Daraselia · 
14 Borowski ·
15 Andrejev ·
16 Rodionov ·
17 Boerjak ·
18 Soesloparov ·
19 Jevtoesjenko ·
20 Romantsev ·
21 Viktor Tsjanov ·
22 Vjatsjeslav Tsjanov ·
Coach: Beskov